# Lucjan Brudzyński
Lucjan Brudzyński, ps. Cyryl (ur. 1978) – prawnik, menedżer, trener-szkoleniowiec, prezes i członek rad nadzorczych, działacz społeczny, instruktor harcerski w stopniu harcmistrza, skarbnik – dyrektor finansowy Związku Harcerstwa Polskiego (2009–2013), zastępca naczelnika ZHP – wiceprezes zarządu stowarzyszenia (2009–2015), wiceprezes zarządu Fundacji Światowe Jamboree (2006–2010), prezes zarządu (komendant) Fundacji Harcerstwa CWM ZHP (2014–2016), pełniący obowiązki prezydenta Sopotu (w 2023).

## Życiorys
Członek ZHP od 1986 roku, początkowo w Hufcu Rogowo (ówczesna Chorągiew Włocławska). Pełnił m.in. funkcje drużynowego starszoharcerskiego w Hufcu Rypin (Chorągiew Kujawsko-Pomorska), przewodniczącego Kręgu Instruktorskiego „Walhalla” w Sopocie, komendanta Hufca ZHP Sopot (Chorągiew Gdańska), przewodniczącego komisji stopni instruktorskich i skarbnika tego hufca. Był członkiem Rady Naczelnej ZHP w latach 2005–2009, a w latach 2009–2015 członkiem Głównej Kwatery ZHP pełniąc w niej funkcję skarbnika ZHP a następnie zastępcy Naczelnika ZHP. Komendant III Zlotu Kadry ZHP (2013), laureat nagrody „Instruktorska Osobowość Roku 2007”. W latach 2011–2014 był członkiem Zespołu ds. finansowania organizacji pozarządowych w Kancelarii Prezydenta RP, od 2014 do 2015 prezesem zarządu fundacji Centrum Wychowania Morskiego ZHP. Od 1 lipca 2015 jest Pełnomocnikiem GK ZHP ds. prawnych i gospodarczych. W 2021 kandydował na funkcję Naczelnika ZHP.
Był współzałożycielem klubu piłkarskiego „Torpedo Sopot”, Harcerskiego Schroniska Młodzieżowego „Larus” w Sopocie, Harcerskiej Świetlicy Profilaktycznej, Centrum Wszechstronnego Rozwoju oraz Harcerskiego Centrum Zrównoważonego Rozwoju w Leśnej Hucie.
Pełnił funkcje m.in. prezesa rady nadzorczej Polfa Production sp. z o.o. (2015–2016), Polfa SA (2015–2016); członka rad nadzorczych BM Medical SA (2012–2013), Toucan sp. z o.o. (2012–2016). 
Od 2011 jest członkiem Komitetu Monitorującego dla Mechanizmu Finansowania Europejskiego Obszaru Gospodarczego oraz Norweskiego Mechanizmu Finansowego, a od 2016 członkiem Komitetu Monitorującego dla Programu Operacyjnego Wiedza Edukacja Rozwój przy Ministerstwie Rozwoju. 
Z zawodu jest trenerem, szkoleniowcem, ekspertem i doradcą gospodarczym, prowadzi własne przedsiębiorstwo.

## Prezydent Sopotu
W dniu 15 listopada 2023 premier Mateusz Morawiecki powierzył mu pełnienie funkcji Prezydenta Miasta Sopotu do czasu objęcia obowiązków przez nowo wybranego prezydenta. 22 grudnia tego samego roku premier Donald Tusk odwołał go z zajmowanego stanowiska.

## Odznaczenia
- Złoty Krzyż Zasługi (2015)[10]
- Srebrny Krzyż Zasługi (2013)[11]
- Medal Pro Memoria[12]
- Medal Komisji Edukacji Narodowej[13]
- Srebrny Krzyż za Zasługi dla ZHP